# 菠蘿蜜 (電影)
《菠蘿蜜》（英語：Buoluomi）是一部2019年劇情長片。本片描述馬來西亞僑生與來自菲律賓的移工，兩人在台灣打工相識的故事。本片由廖克發、陳雪甄執導，吳念軒、Laila Ulao主演。
本片在第56屆金马奖入圍最佳新导演提名，並與2020年1月3日在台灣上映。

## 简介
為了逃避父子關係，馬來西亞大學生一凡，來台灣打工尋找新機會。為了菲律賓家人的生計，萊拉從菲律賓來台非法打工。同為異鄉人的两人相遇和相愛，但他们还是走上了分離。一凡自己也有一段半世紀前禁忌的家族歷史，他的爸爸是1950年代馬來亞共產黨逃犯的孩子。當時躲在森林裡的共產黨，打了數十年的游擊戰，為了出生的小孩能生存，會把嬰兒偷偷放在菠蘿蜜裡送出去。一凡的爸爸便是如此。一凡和萊拉兩人在台灣的故事將何去何從？

## 演員
- 吳念軒
- 萊拉 (Laila Ulao)
- 陈雪甄
- 張錦忠（客串）
- 許乃涵

## 製作、發行
本片的前名為《波羅蜜的愛》、《菠萝蜜漫长的飘香等待》。
本片改編自成長於馬來西亞的導演廖克發的童年經歷與家族故事。本片因涉及马共的敏感题材，以及片尾曲《月光》含有国歌元素，以及片头叙述不符国家政策并诬衊国家主权等因素，被大马电检局要求删减27刀，最后以「如果删减了以上片段，本片将无法完整叙述故事，因此全片不准播放，以免伤害种族和谐」为由，禁止在大马电影院公开放映。
該片入選第24屆釜山國際電影節「亞洲新潮流」競賽單元，並與2019年10月4日在影展上首映。本片也於2019年高雄電影節和金馬國際影展上播映。

## 獎項及提名
| 類別             | 頒獎日期       | 獎項         | 名字                        | 結果 | 參考  |
| ---------------- | -------------- | ------------ | --------------------------- | ---- | ----- |
| 金馬獎           | 2019年11月23日 | 最佳新導演   | 廖克發、陳雪甄              | 提名 | [ 4 ] |
| 第22屆臺北電影獎 | 2020年7月11日  | 最佳劇情長片 | 菠蘿蜜                      | 提名 | [ 5 ] |
| 第22屆臺北電影獎 | 2020年7月11日  | 最佳男主角   | 吳念軒                      | 提名 | [ 5 ] |
| 第22屆臺北電影獎 | 2020年7月11日  | 最佳女主角   | Laila Putli Pagtitahan Ulao | 提名 | [ 5 ] |
| 第22屆臺北電影獎 | 2020年7月11日  | 最佳剪輯     | 廖慶松、林婉玉              | 提名 | [ 5 ] |
| 第22屆臺北電影獎 | 2020年7月11日  | 最佳美術設計 | 翁定洋、孫詠釗              | 提名 | [ 5 ] |

## 外部連結
- 互联网电影数据库（IMDb）上《菠蘿蜜》的资料（英文）
- 開眼電影網上《菠蘿蜜》的資料（繁體中文）
- 豆瓣电影上《菠蘿蜜》的資料 （简体中文）